# Frederico de Castro Rebelo
 Frederico de Castro Rebelo (Salvador, 1855 — Salvador,  1928) foi um  médico, professor, e  escritor,  brasileiro, imortal fundador da cadeira número 27 da Academia de Letras da Bahia  e patrono da Cadeira nº 23 da Academia de Medicina da Bahia

## Biografia
Filho de João Batista de Castro Rebelo e de Carlota Adelaide Moreira de Macedo. Seu pai foi deputado provincial (1886-1887).   
Quando Arlindo Fragoso fundou a Academia de Letras da Bahia, em março de 1917, destinou-lhe a Cadeira  27. Seus irmãos João Batista de Castro Rebelo Júnior e Afonso de Castro Rebelo foram patrono da Cadeira  37 e fundador da Cadeira 36 , respectivamente. 
Colou o grau de doutor em Medicina quando em 1878 tinha 23 anos de idade. Na época, defendeu a tese “Localização das Moléstias Cerebrais” 
Em 1892, iniciou na carreira docente como Professor Assistente da 1ª Cadeira de Clínica. Logo em seguida avançou para o cargo de Professor Substituto de Catedrático (denominado Lente na época) após defender a tese “Valor Semiológico das lesões tróficas nas Moléstias dos Centros Nervosos”. No mesmo ano, publicou a Memória Histórica da Faculdade de Medicina da Bahia.  
Em 1917, foi um dos fundadores da Academia de Letras da Bahia .  
Morreu em sua terra natal aos 73 anos, em 1928 deixando uma relevante contribuição para a Medicina da Bahia e especialmente para o ensino médico e a história da Faculdade de Medicina da Bahia.
Em sua homenagem, foi denominada Frederico de Castro Rebelo uma rua no bairro do Comércio, em Salvador.